# Granitula

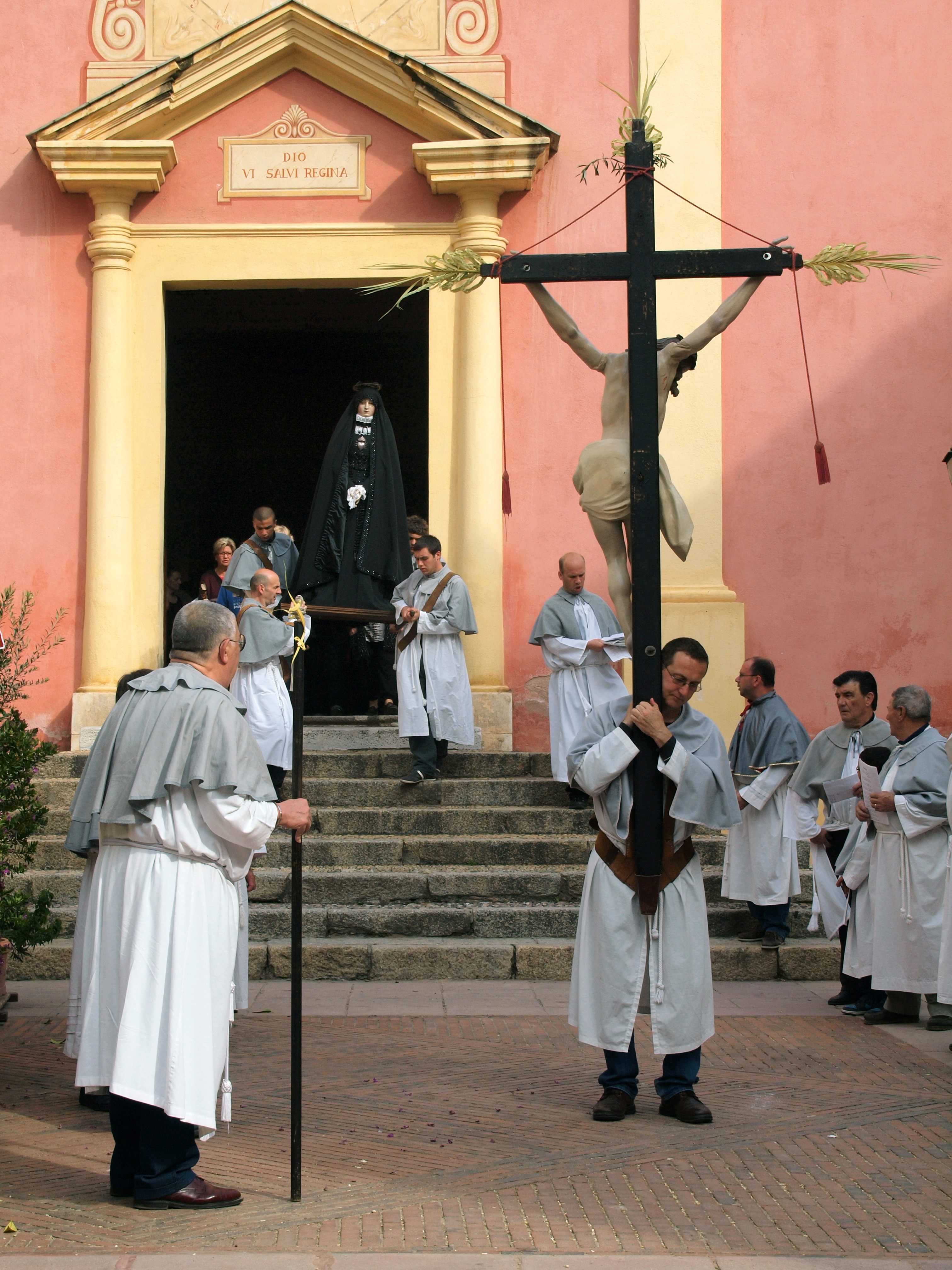
Confrères à la sortie de Sainte-Marie-Majeure pour la Cerca

La granitula est une procession qui se pratique en Corse mais dont la forme et le nom peuvent varier selon l'endroit. Elle se déroule le vendredi saint au matin. Les pénitents vont d'église en église et de village en village en chantant, sur plusieurs kilomètres, s'enroulant en spirale devant chaque parvis comme un bigorneau. De fait l'expression en langue corse est fà a granitola qui désigne toute procession religieuse, quels que soient la date et le motif, mais qui utilise cette technique.

## La Granitula à Calvi

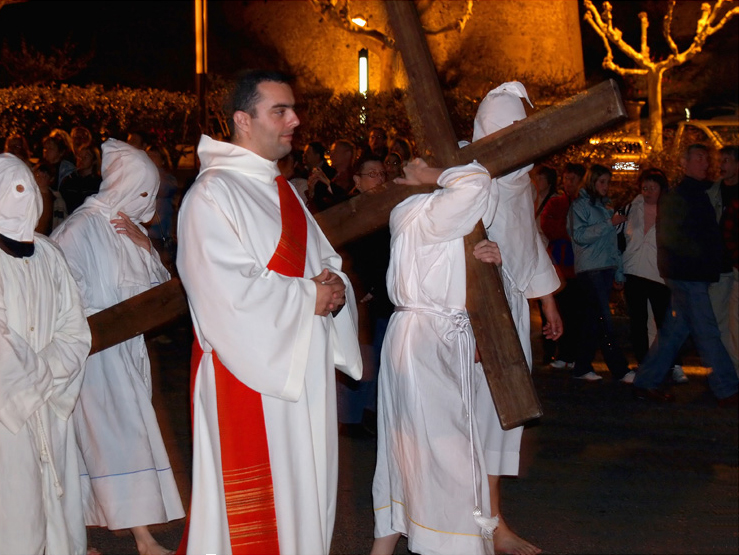
Le porte-croix.

À Calvi, la procession a lieu le soir, dès 21 h 30. Des pénitents encagoulés dont un porte croix, refont à pieds nus le chemin de croix, partant de la cathédrale Saint-Jean-Baptiste dans la Haute ville. Ils sont accompagnés des membres des confréries de Saint-Érasme et de Saint-Antoine lesquels transportent respectivement le corps du Christ allongé et la Vierge des Douleurs. Pour la circonstance, Notre-Dame du Rosaire vêtue habituellement de sa robe bleue, revêt le Mercredi saint, sa robe noire pour participer à toutes les processions de la semaine sainte calvaise.
La procession descend depuis la cathédrale Saint-Jean-Baptiste dans la Citadelle, jusqu'à l'église Sainte-Marie-Majeure dans la Basse ville. Sur le parvis de l'église ils tournoient un long moment, entonnant des complaintes sacrées : Atto di Contrizione, A Notre-Dame des Douleurs, Complainte à la Vierge, Passione, Implorations à la Vierge des Douleurs, Psaume de la Pénitence, A la Gloire de Marie (Dio, vi salvi Regina). Ils remontent ensuite à la cathédrale pour y déposer le corps du Christ et la Vierge des Douleurs. Aux fenêtres des rues empruntées, des milliers de bougies sont allumées.
Le porte croix se retrouve également au Catenacciu de Sartène. Il a fait l'objet d'un enregistrement sonore qui a pour titre « le porte croix » interprété par Antoine Ciosi. 
La Granitula est « le pendant » de la Cerca, la procession qui se déroule le matin dès 9 heures. Le corps du Christ allongé et la Vierge des Douleurs, transportés par les confrères de Saint-Antoine à la cape (tabbarinu) grise, sont descendus depuis la Citadelle jusqu'à l'église Sainte-Marie-Majeure dans la Basse ville, accompagnés des complaintes sacrées précitées, entonnées par les membres des deux confréries et des fidèles. Toutefois, les pénitents se forment pas la spirale comme lors de la Granitola.
De plus, la Cerca emprunte un circuit différent puisque, après l'église Sainte-Marie-Majeure, la procession se rend à la chapelle Notre-Dame de Loreto, située une cinquantaine de mètres au-dessus de l'Hôtel de ville de Calvi.